# 忍者議会
忍者議会（にんじゃぎかい）は、三重県伊賀市（旧上野市）で、市議や市長が忍者服を着ながら実施する議会である。

## 概要
- 初めて忍者議会が開かれたのは2001年4月12日の上野市（現伊賀市）の市議会臨時会である。当時、旧上野市内で展開中の観光イベント「伊賀上野NINJAフェスタ」に合わせ、忍者の里PRの話題づくりにと着用、多くのマスコミ関係者が詰め掛け、この模様が全国に発信された[1]。
- 2002年3月の旧上野市議会の定例会でも実施した。
- 2002年の開催を最後に忍者議会が開催されていなかったが、伊賀市発足後の2007年2月下旬、伊賀市長（旧上野市長）の今岡睦之より市議会側に、忍者議会の開催依頼があり、2007年4月の市議会臨時議会で忍者議会が開催された[2]。

## 反響
- 2001年度の忍者屋敷の入場者が前年度より増加した[1]。
- 市側の財政的な負担も少なく、市をPRするのに格好の材料と概ね評価は高いが、「議会と言う厳粛な場にふさわしくない」との意見もある。
- 2004年、恒岡弘二議長（当時）は、「その忍者の格好はなんやというご批判も中にはあったんですけど、議員そのものは真剣ですよ」と述べている[1]。

## 関連行事
忍者議会と「趣向を変えて何かできないか」といった意見もあったことから、2001年9月議会では松尾芭蕉生誕地に因み、「芭蕉議会」が開催されており、大人や俳句をする人からは人気だったが子供の人気は今一つであった。また、恒岡弘二は格好に対する評判、議員の取り組み方について忍者議会と同じ答えをしている。